# 전인교육
전인교육(全人敎育)은 사람이 가지고 있는 모든 자질을 발굴하여 육성하려는 교육이다. 심신과 영혼을 포함, 학습자의 모든 면을 관여할 수 있도록 시도하는 상대적으로 새로운 교육 운동이다. 홀리스틱 교육(Holistic education)이라고도 한다. 인간으로서 지녀야 할 가치 있는 폭넓은 교양과 건전한 인격체로서의 인재를 양성하는 것에 목표를 두고 교육을 실시하는 것이다.

## 같이 보기
- 탈학교론
- 전체론
- 재택학습
- 지두 크리슈나무르티
- 레지오에밀리아 접근법